# Zaqatala
Zaqatala  ( azeri: Zaqatala) é um dos cinqüenta e nove rayones do Azerbaijão. A capital é a cidade de Zaqatala.
É servida pela estrada A315 proveniente de Mingəçevir e que conduz à fronteira da Geórgia, em Lagodekhi, bem como por um pequeno aeródromo.
O rayon de Zaqatala não sofreu os danos ambientais intensos de outras áreas próximas. Zaqatala é famosa por suas avelãs e as nozes. As amoreiras são bem adaptadas ao espaço, permitindo a Zaqatala que preserve a tradição antiga de criação de bicho da seda, trazida com os hordas de Tamerlão.

## Território e população
Este rayon tem 1 348 quilômetros quadrados e 110.830 habitantes, sendo a densidade populacional de 82,21 hab./km2.

## Economia
A região está dominada pela agricultura. Produzem-se hortaliças, tabaco e cereais, se criam também gado de campo. Além de, o tabaco, as nozes e outros alimentos são processados, existem fábricas de móveis, e de tecido. Também se criam bichos-da-seda. Além, o turismo no Cáucaso, e os parques naturais são atrativos turísticos.